# Славенка Дракулић
Славенка Дракулић (Ријека, 4. јул 1949) је хрватска новинарка и књижевница, чија су дела преведена на многе стране језике и сматра се једном од најпревођенијих хрватских списатељица.

## Биографија
Рођена је 4. јула 1949. године у Ријеци. Живи и ради у Загребу и Стокхолму. 
Завршила је студије компаративне књижевности и социологије на Загребачком свеучилишту. Као новинарка бавила се претежно феминистичким темама. 
У јесен 1978. године, Славенка Дракулић је са неколико својих пријатељица учествовала на Првој феминистичкој конференцији Другарица жена у Београду, а овај догађај их је инспирисао на то да оформе прву југословенску феминистичку групу.
У публицистичким књигама пише о пост-комунистичким земљама, ратовима у бившој Југославији, ратним злочинима, национализму и феминизму, док се у књижевним делима окренула женском телу, болести и трауми.

## Стваралаштво - фикција
Као списатељица, Славенка Дракулић се бавила различитим темама, као што су болест и страх од смрти у Холограмима страха, деструктивна снага сексуалне пожуде у Мраморној кожи, неконвенционалне везе у Божанској глади, суровост рата и силовање жртава у роману Као да ме нема, а у роману Оптужена ухватила се у коштац са ретко фикционализираном темом породичног насиља, темом мајке која због раније породичне патологије систематски злоставља своју кћерку.
У три романа Фрида или О боли, Дора и минотаур и Милева Ајнштајн, теорија туге Славенка Дракулић  је кроз фиктивне биографије великих и јаких жена писала о својим честим темама - љубави и болу и животу жена уз јаког мушкарца, геина (у овом случају партнери главних јунакиња у романима и животу су Пабло Пикасо, Дијего Ривера и Алберт Ајнштајн).

## Публицистика
Славенка Дракулић је објавила и пет публицистичких дела. Прву публицистичку књигу Смртни греси феминизма објавила је већ 1984. године.У Како смо преживјели комунизам и чак се смијали бави се свакодневним животом у комунистичким и пост-комунистичким државама. У Малом водичу кроз Музеј комунизма писала је историју комунизма из перспективе животиња, кроз басне. Она истражује зло у обичним људима и изборима које они праве у свом делу Они не би ни мрава згазили о ратним злочинцима којима се суди међународни трибунал за ратне злочине у Хагу. С друге стране, о истинском добру пише у Месу њеног меса, пишући о људима који су одлучили да донирају свој бубрег непознатој особи.

## Филм
На основу цртица из живота Славенке Дракулић, редитељ Петар Креља је снимио документарац Славенка или о боли. Филм је снимљен и премијерно приказан 2011. године и говори о Славенкиној потресној и тешкој болести која јој представља претњу за живот од 27. године, те о њеној храброј борби против опаке болести и пролазак кроз процес трансплантације бубрега што јој је сачувало живот. Та лична животна драма била је инспирација и за први роман Славенке Дракулић Холограми страха.
Занимљиво је да је ово други документарац истог редитеља о Славенки Дракулић јер је он још 1984. године снимио први документарни филм На примјеру мог живота о њеној неизвесној животној ситуацији када није знала хоће ли успети да добије бубрег од компатабилног донора и преживи.
По роману Славенке Дракулић 2012. године снимљен је и филм о ирском виђењу рата у Босни Као да ме нема. Те године филм је био ирски кандидат за Оскара по сценарију и у режији Хуаните Вилсон.

## Позориште
Позоришна редитељка и драматург Нада Кокотовић припремила је 2016. године  комад Умрети у Хрватској инспирисан есејима из збирке Балкан експрес, која је на немачки и преведена управо као Умрети у Хрватској и представа је играна на позоришним сценама Минхена и Келна.
Редитељ Дамир Златар добио је 2004. године награду Марул за режију на Марулићевим данима за представу Божанска глад по тексту Славенке Дракулић и Дарка Лукића.

## Новинарство
Своју каријеру новинара Славенка Дракулић је изградила у култним листовима некадашње Југославије, Старту и Данасу.Писала је за Свијети друге новине и часописе бивше Југославије, а по одласку из Хрватске за Ферал Трибјун.
Данас као слободан новинар, стални сарадник, а у некима и спољни уредник,  пише за бројне угледне часописе у Сједињеним Америчким Државама, Великој Британији, Шведској, Италији, Немачкој...

## Награде и признања
За свој рад и стваралаштво, Славенка Дракулић је добила многе награде и признања.
- Златна голубица за мир коју додељује Италијански институт за међународна истраживања Disarmo od 1986. новинарима препознатљивим по залагањима за мир и сигурност у свету.[6]
- На Међународном сајму књига у Лајпцигу примила је Награду за европско разумевање за књигу Они ни мрава не би згазили уз образложење да она садржи две централне теме 20. века -психологију терора и баналност.
- У Прагу, на међународном скупу писаца 2010. године ова списатељица је проглашена једним од најутицајнијих европских писаца нашег доба.
- За роман Оптужена добила је жупанијску књижевну награду BOOKtiga која се на истоименом поречком сајму прочитаних књига додељује аутору чије су књиге највише позајмљиване у свим библиотекама Истре током претходне године.

## Листа објављених дела
Књижевно и публицистичко стваралаштво Славенке Дракулић је изузетно богато и објављено је на више од двадесет страних језика. Овде објављена библиографија садржи само дела објављена на српском / хрватском језику. Иако су нека дела у оригиналу објављена на страним језицима, она нису обухваћена овим пописом, као ни преводи на друге језике.
- Дора и минотаур: Мој живот с Пикасом, Фрактура, Загреб, 2014
- Оптужена, В.Б.З., Загреб, 2012.
- Басне о комунизму – есеји, Ренде, Београд, 2011.
- Фрида или о боли, Профил књига, Београд 2009.
- Тијело њеног тијела, Самиздат Б92, Београд 2007.
- Сабрани романи, Профил, Загреб 2003.
- Сабрани есеји, Профил, Загреб 2005.
- Они не би ни мрава згазили - есеји, Самиздат Б92, Београд 2004.
- Као да ме нема - роман, Feral Tribune, Сплит 1999.
- Како смо преживјели - есеји,Feral Tribune, Сплит 1997.
- Божанска глад - роман, Durieux, Загреб 1995 (original edition)
- Balkan Express, В.Б.З., Загреб, 2012.
- Мраморна кожа - роман, Графички завод Хрватске 1989, Загреб
- Холограми страха - роман, Графички завод Хрватске 1987, Загреб
- Смртни гријеси феминизма – есеји, Знање, Загреб 1984